# Vitklobbarna, Åland
Vitklobbarna är öar i Åland (Finland). De ligger i Skärgårdshavet eller Bottenhavet och i kommunen Brändö i landskapet Åland, i den sydvästra delen av landet. Öarna ligger omkring 76 kilometer nordöst om Mariehamn och omkring 230 kilometer väster om Helsingfors.
Arean för den av öarna koordinaterna pekar på är 1,6 hektar och dess största längd är 190 meter i öst-västlig riktning.